# Binaris
Els binaris són una espècie de l'univers fictici Star Trek.
Els binaris del planeta Bynaus són uns éssers molt lligats a la tecnologia, tenen un implant cibernètic al cap que els serveix com a base de dades en qualsevol moment. Són baixets de l'estatura, com nens, calbs, de color rosa lilós i van de dos en dos en tot moment. Tot i poder parlar en les altres llengües, els binaris per comunicar-se entre ells sempre fan servir el codi binari a velocitats desorbitat, d'aquesta manera poden transmetre dades més ràpidament.
Aquesta dependència a la tecnologia al llarg dels segles ha fet que ja no puguin viure sense ella, de petits se'ls implanta al cervell aquests xips que els tindran de per vida.
Els binaris només apareixen a Star Trek: La nova generació.